# Condado de Van Zandt
O Condado de Van Zandt é um dos 254 condados do estado norte-americano do Texas. A sede do condado é Canton, e sua maior cidade é Canton.
O condado possui uma área de 2 226 km² (dos quais 28 km² estão cobertos por água), uma população de 48 140 habitantes, e uma densidade populacional de 22 hab/km² (segundo o censo nacional de 2000).
O condado foi criado em 1848. É um dos 46 condados do Texas que proibem a venda de bebidas alcoólicas.